# I begli usi di città
I begli usi di città (título original en italiano; en español, Las bellas costumbres de ciudad) es una ópera en dos actos con música de Carlo Coccia y libreto en italiano de Angelo Anelli. Se estrenó el 11 de octubre de 1815 en el Teatro alla Scala de Milán, Italia.